# Немухин, Владимир Николаевич
Владимир Николаевич Немухин (12 ноября 1925, станция Сетунь Смоленского направления Московской железной дороги — 18 апреля 2016, Москва) — русский художник, член «Лианозовской группы», представитель неофициального искусства, один из классиков второй волны русского авангарда.

## Биография
Владимир Немухин родился 12 ноября 1925 года и провёл раннее детство в деревне Прилуки Серпуховского р-на Московской области, затем с семьёй переехал в Москву. В 1943—1946 занимался в московской изостудии ВЦСПС у Петра Соколова. В 1950-е годы зарабатывал на жизнь как оформитель, декоратор и плакатист. В 1957 поступил в Московский государственный художественный институт им. В. И. Сурикова (вскоре был исключён за несогласие с принципами соцреализма).
C 1965 участвовал в зарубежных выставках (США, Польша, Италия, Франция). Член «Лианозовской группы», сложившейся в середине 1960-х вокруг Евгения Кропивницкого. Активно участвовал в приватно-квартирных и публичных выставках авангардного искусства, в том числе — в «Бульдозерной выставке» (1974). Почётный член Академии художеств РФ (2008).
В 1990-х годах подолгу жил в Германии (г. Ратинген, Северный Рейн-Вестфалия). С 2005 года постоянно проживал в Москве. Художник умер 18 апреля 2016 года в Москве на 91-м году жизни. 21 апреля в храме Ильи Пророка во 2-м Обыденском переулке прошло отпевание Владимира Немухина. Похоронен на Ваганьковском кладбище.

## Творчество
Развил своеобразный вариант информеля, сделав картину не столько изображением, сколько предметом. Отсюда тяготение Немухина к контррельефу, а позже, в 1980-х, к трёхмерным композициям. Сквозной мотив немухинской живописи — карточная колода (метафора игры).

## Работы находятся в собраниях
- Музей РГГУ «Другое искусство», Москва.
- Государственная Третьяковская галерея, Москва
- Государственный центр современного искусства, Москва
- ART4.RU, Москва
- Музей нонконформизма, Москва
- Государственный музей керамики и «Усадьба Кусково XVIII века», Москва

## Видео
- Устная история : Рассказывает Владимир Немухин.
  - 1. 37 мин.
  - 2. 54 мин.
  - 3. 18 мин.
- Собрание Третьяковской галереи пополнится ещё несколькими картинами Владимира Немухина Архивная копия от 21 сентября 2016 на Wayback Machine. Интернет-канал «Россия»; 20 ноября 2012. 3 мин.